# 无斑短尾仓鼠
无斑短尾仓鼠（学名：Allocricetulus curtatus）也称蒙古仓鼠，一种分布于俄罗斯、蒙古国及中国等地区的啮齿动物，隶属于仓鼠科短尾仓鼠属。